# Tosa, Kōchi
Tosa (japanska: 土佐市?, Tosa-shi) är en stad i Kōchi prefektur i Japan. Staden fick stadsrättigheter 1959. Staden avgränsas i öster av floden Niyodogawa. 